# علی گیب
علی گیب (انگلیسی: Ali Gibb؛ زادهٔ ۱۷ فوریهٔ ۱۹۷۶) بازیکن فوتبال اهل بریتانیا است.
از باشگاه‌هایی که در آن بازی کرده‌است می‌توان به باشگاه فوتبال بث سیتی، باشگاه فوتبال نیوپورت کانتی، باشگاه فوتبال هارتل پول یونایتد، باشگاه فوتبال استوک‌پورت کانتی، باشگاه فوتبال نوتس کانتی، باشگاه فوتبال یاته تاون، باشگاه فوتبال بریستول راورز، باشگاه فوتبال نوریچ سیتی، و باشگاه فوتبال نورث‌همپتون تاون اشاره کرد.